# CA 리버 플레이트 푸에르토리코
CA 리버 플레이트 푸에르토리코(Club Atlético River Plate Puerto Rico)는 푸에르토리코 카롤리나를 연고지로 하는 프로 축구팀이다. 아르헨티나의 축구 클럽인 리버 플레이트와 제휴 관계에 있다. 2011년 유나이티드 사커 리그 소속으로 참가했으며 현재는 푸에르토리코 사커 리그에 참가하고 있다.

## 역대 홈경기장
| 경기장                     | 사용기간 | 장소                  | 팀명                          | 비고 |
| -------------------------- | -------- | --------------------- | ----------------------------- | ---- |
| 로베르토 클레멘테 스타디움 | 2011년   | 푸에르토리코 카롤리나 | CA 리버 플레이트 푸에르토리코 | 빈칸 |

## 선수 명단

### 현역
참고: FIFA 자격 규정에 따라 소속된 국가대표팀 국기를 표시합니다. 선수는 복수의 FIFA 비회원국 국적을 가지고 있을 수 있습니다.
| 번호 | 포지션 | 국적 | 이름              |
| ---- | ------ | ---- | ----------------- |
| 3    | DF     |      | 마티아스 마로니   |
| 4    | MF     |      | 제로니모 곤잘레스 |
| 12   | GK     |      | 예시드 니짐       |

| 번호 | 포지션 | 국적     | 이름             |
| ---- | ------ | -------- | ---------------- |
| 16   | MF     | 과테말라 | 호세 미겔 몬토야 |
| 23   | DF     | 아이티   | 프랑수아 프란츠  |
| 26   | DF     | 과테말라 | 페드로 몬토야    |

### 역대
틀:푸에르토리코 사커 리그